# Per Ågren (ingenjör)
Per Henning Wilhelm Ågren, född den 13 april 1898 i Luleå, död den 13 juni 1985 i Järfälla församling, var en svensk ingenjör.
Ågren avlade avgångsexamen vid Kungliga tekniska högskolan 1919. Han var driftsingenjör vid Elektrokemiska aktiebolaget i Bengtsfors 1920–1924 och Bohus 1924–1929, chef vid svenska aktiebolaget Toledos avdelningskontor i Göteborg 1929–1930, forsknings- och driftsingenjör vid Rönnskärsverken 1931–1936, anställd inom Axel Johnson & Co vid raffinaderiet i Nynäshamn 1937–1951, som överingenjör från 1940, som disponent från 1942 och som teknisk direktör från 1952. Ågren var chef för raffinaderierna i Nynäshamn, Göteborg och Malmö 1940–1963. Han var styrelseledamot i aktiebolaget Nynäs Petroleum 1939–1968. Ågren invaldes som ledamot av Ingenjörsvetenskapsakademien 1955. Han blev riddare av Vasaorden 1949 och kommendör av samma orden 1962. Ågren är begravd på Görvälns griftegård.